# Municipio de La Pe
El municipio de La Pe es uno de los 570 municipios que conforman al estado mexicano de Oaxaca. Pertenece al distrito de Ejutla, parte de la región valles centrales. Su cabecera es la localidad de La Pe.

## Geografía
El municipio abarca 26.9 km² y se encuentra a una altitud promedio de 1480 m s. n. m., oscilando entre los 1400 y los 1800 m s. n. m.
El municipio está rodeado en el este, norte y oeste por el municipio de Ejutla de Crespo y al sur por el municipio de La Compañía.

## Demografía
De acuerdo al último censo, realizado por el INEGI en 2020, en el municipio habitan 3052 personas. La densidad de población es de aproximadamente 113.5 habitantes por kilómetro cuadrado.